# 小行星22995
小行星22995（22995 Allenjanes）是一颗绕太阳运转的小行星，为主小行星带小行星。该小行星于1999年11月19日发现。

## 轨道参数
小行星22995的轨道半长轴为415 990 895 km，2.7806878 UA，离心率为0.084。